# Poimenik
Poimenik (von griech. ποιμήν poimḗn = Hirte) ist als Teildisziplin der Praktischen Theologie die Lehre von der Seelsorge.

## Ansätze
Die angewandte christliche Seelsorge hat eine lange Geschichte. In der zeitgenössischen Seelsorgelehre gibt es im Wesentlichen vier Ansätze:
- nuthetischer Ansatz: durch Zurechtweisung und Ermahnung; jedes Problem hat eine biblische Lösung (Jay E. Adams)
- kerygmatischer Ansatz: Seelsorge als Verkündigung des Wortes Gottes an den Einzelnen (Eduard Thurneysen, Hans Asmussen)
- pastoralpsychologischer Ansatz: Seelsorge als beratendes Gespräch zur diesseitigen Befreiung.
- evangelikaler Ansatz: Seelsorge als „biblische“ Therapie.